# Damiano Dattoli
Damiano Nino Dattoli, conosciuto come Damiano Dattoli (Milano, 1945), è un bassista e compositore italiano, entrato nella storia della musica leggera italiana come autore della musica di Io vagabondo dei Nomadi e per la sua collaborazione con Lucio Battisti.

## Biografia
Inizia a suonare dapprima la chitarra e poi il basso, e alla fine del 1965 incomincia la collaborazione con la Dischi Ricordi, suonando in moltissimi dischi realizzati da questa casa discografica, spesso con gli arrangiamenti di Detto Mariano; proprio durante queste registrazioni conosce Lucio Battisti, suonando in moltissimi brani del primo periodo del cantautore.
Quando Battisti, con Mogol, Alessandro Colombini e altri, fonda la Numero Uno Dattoli lo segue, e insieme a Mario Lavezzi forma i Flora Fauna e Cemento.
Come session man suona in molti dischi realizzati per l'etichetta da Bruno Lauzi, dallo stesso Battisti, Tony Renis, Oscar Prudente, Adriano Pappalardo, e da molti altri artisti; fuori dalla Numero Uno suona per Mina, nei brani scritti per lei da Mogol e Battisti.
Si dedica inoltre anche all'attività di compositore, e nel 1971 partecipa a Un disco per l'estate con So che mi perdonerai, presentata dai Nomadi, che ottiene un discreto successo; anche l'anno dopo torna a Un disco per l'estate con Io vagabondo che si classifica al 13º posto ma che, portata al successo ancora una volta dai Nomadi, diventa un sempreverde della musica leggera italiana.
Torna nuovamente alla stessa manifestazione l'anno successivo, con Cara amica mia, presentata dai Gens.
Nel 1974 vince Canzonissima con la canzone Un corpo e un'anima, scritta insieme a Umberto Tozzi e interpretata da Wess e Dori Ghezzi.
Nello stesso anno forma, insieme a Umberto Tozzi e Massimo Luca, il gruppo dei Data.
Sempre nel 1974 scrive per il suo vecchio complesso, i Flora Fauna e Cemento (che hanno in quel periodo come cantante Gianna Nannini), Congresso di filosofia, presentata a Un disco per l'estate 1974.
Nel 1976 debutta come cantante solista, usando lo pseudonimo Damiano, con un 45 giri pubblicato dalla Dischi Ricordi, che però non ottiene successo; nello stesso anno suona nell'album di debutto di Tozzi, Donna amante mia.
Nei decenni successivi apre uno studio di registrazione, continuando però l'attività di compositore per altri artisti come Mia Martini, Loretta Goggi, Loredana Bertè e Ornella Vanoni.

## Discografia

### Da solista
- 1976 – E c'eri tu/Mi basti così (Dischi Ricordi, SRL 10.811; pubblicato come Damiano)

### Con i Data
- 1974 – Strada bianca

## Con i Flora Fauna Cemento
Singoli
- 1970 – Il ponte/Superstar (Numero Uno, ZN 50030)
- 1971 – Un papavero/In America (Numero Uno, ZN 50122)

### Con i Data
Album
- 1974 – Strada bianca (Numero Uno, ZSLN 55668)

Singoli
- 1974 – Compleanno/Attore di varietà (Numero Uno, ZSLN 55668)

### Autore per altri artisti
| Anno | Titolo                             | Autori del testo                         | Autori della musica                                | Interpreti                  |
| ---- | ---------------------------------- | ---------------------------------------- | -------------------------------------------------- | --------------------------- |
| 1969 | Primavera, primavera               | Mogol                                    | Renato Angiolini e Damiano Dattoli                 | Dik Dik                     |
| 1969 | Amore mio                          | Mogol                                    | Renato Angiolini e Damiano Dattoli                 | Wess & The Airedales        |
| 1970 | Un brivido                         | Mogol                                    | Renato Angiolini e Damiano Dattoli                 | Annamaria Rame              |
| 1970 | Giusy                              | Mogol                                    | Damiano Dattoli                                    | Magnetic Workers            |
| 1971 | So che mi perdonerai               | Mogol e Bruno Lauzi                      | Damiano Dattoli e Merendero                        | Nomadi                      |
| 1972 | Anche un fiore lo sa               | Paolo Limiti                             | Damiano Dattoli, Filiberto Ricciardi, Pippo Landro | Gens                        |
| 1972 | Io vagabondo                       | Alberto Salerno                          | Damiano Dattoli                                    | Nomadi                      |
| 1972 | Per carità lasciami entrare        | Alberto Salerno                          | Damiano Dattoli                                    | Angela Bini                 |
| 1972 | Quanti anni ho                     | Alberto Salerno                          | Damiano Dattoli                                    | Nomadi                      |
| 1972 | Piccolo grande amore               | Mauro Culotta                            | Damiano Dattoli                                    | Gens                        |
| 1972 | Ti perdono                         | Alberto Salerno                          | Damiano Dattoli                                    | Sara                        |
| 1972 | Un uomo senza la sua donna         | Alberto Salerno e Lubiak                 | Massimo Salerno e Damiano Dattoli                  | Wess & The Airedales        |
| 1973 | Io di colpo insieme a te           | Alberto Salerno                          | Damiano Dattoli                                    | Adriano Pappalardo          |
| 1973 | Un pazzo e un fiore di lillà       | Mogol                                    | Damiano Dattoli                                    | Adriano Pappalardo          |
| 1973 | Il ladro                           | Bruno Lauzi                              | Damiano Dattoli                                    | Delia                       |
| 1973 | Per cominciare ancora insieme a te | Alberto Salerno                          | Damiano Dattoli e Elio Isola                       | Peppino di Capri            |
| 1973 | Quanti anni ho?                    | Alberto Salerno                          | Damiano Dattoli                                    | Nomadi                      |
| 1973 | Cara amica mia                     | Alberto Salerno                          | Damiano Dattoli                                    | Gens                        |
| 1973 | Primavera                          | Alberto Salerno e Maurizio Vandelli      | Damiano Dattoli                                    | Equipe 84                   |
| 1974 | Con le braccia con gli occhi       | Mogol e Bruno Lauzi                      | Damiano Dattoli                                    | Riccardo Del Turco          |
| 1974 | Un corpo e un'anima                | Luigi Albertelli e Lubiak                | Damiano Dattoli e Umberto Tozzi                    | Wess e Dori Ghezzi          |
| 1974 | Aria in me                         | Manipoli (pseudonimo di Alberto Salerno) | Umberto Tozzi, Damiano Dattoli e Massimo Luca      | Data                        |
| 1974 | Compleanno                         | Manipoli (pseudonimo di Alberto Salerno) | Umberto Tozzi, Damiano Dattoli e Massimo Luca      | Data                        |
| 1974 | Tutto il mio mondo                 | Manipoli (pseudonimo di Alberto Salerno) | Damiano Dattoli                                    | Data                        |
| 1974 | Dove va l'umanità                  | Manipoli (pseudonimo di Alberto Salerno) | Umberto Tozzi, Damiano Dattoli e Massimo Luca      | Data                        |
| 1974 | Io e la mia scimmia                | Manipoli (pseudonimo di Alberto Salerno) | Umberto Tozzi e Damiano Dattoli                    | Data                        |
| 1974 | Attore di varietà                  | Manipoli (pseudonimo di Alberto Salerno) | Umberto Tozzi, Damiano Dattoli e Massimo Luca      | Data                        |
| 1974 | Congresso di filosofia             | Manipoli (pseudonimo di Alberto Salerno) | Damiano Dattoli                                    | Flora, Fauna & Cemento      |
| 1975 | Al mondo                           | Luigi Albertelli                         | Damiano Dattoli                                    | Mia Martini                 |
| 1975 | Io ti ringrazio                    | Maurizio Piccoli                         | Damiano Dattoli e Umberto Tozzi                    | Mia Martini                 |
| 1975 | Piano pianissimo                   | Luigi Albertelli                         | Damiano Dattoli e Maurizio Fabrizio                | Mia Martini                 |
| 1975 | Padrone                            | Luigi Albertelli                         | Damiano Dattoli                                    | Mia Martini                 |
| 1979 | Peccati trasparenti                | Oscar Avogadro                           | Damiano Dattoli                                    | Loredana Bertè              |
| 1979 | Ragazzo fragile                    | Oscar Avogadro                           | Damiano Dattoli                                    | Laura Luca                  |
| 2001 | Respirando                         | Alberto Salerno                          | Damiano Dattoli                                    | Ornella Vanoni              |
| 2010 | Il mondo piange                    | Adelmo Fornaciari e Irene Fornaciari     | Damiano Dattoli e Adelmo Fornaciari                | Irene Fornaciari e i Nomadi |

## I principali dischi in cui ha suonato Damiano Dattoli
| Anno | Interprete     | Titolo                                       | Formato |
| ---- | -------------- | -------------------------------------------- | ------- |
| 1966 | Lucio Battisti | Dolce di giorno/Per una lira                 | 45 giri |
| 1968 | Lucio Battisti | Prigioniero del mondo/Balla Linda            | 45 giri |
| 1968 | Lucio Battisti | La mia canzone per Maria/Io vivrò (senza te) | 45 giri |
| 1969 | Lucio Battisti | Un'avventura/Non è Francesca                 | 45 giri |
| 1969 | Lucio Battisti | Acqua azzurra, acqua chiara/Dieci ragazze    | 45 giri |
| 1969 | Lucio Battisti | Lucio Battisti                               | 33 giri |
| 1969 | Lucio Battisti | Mi ritorni in mente/7 e 40                   | 45 giri |
| 1970 | Nicola Di Bari | La prima cosa bella/...e lavorare            | 45 giri |
| 1970 | Lucio Battisti | Fiori rosa fiori di pesco/Il tempo di morire | 45 giri |
| 1970 | Bruno Lauzi    | Bruno Lauzi                                  | 33 giri |
| 1970 | Lucio Battisti | Emozioni                                     | 33 giri |
| 1971 | Bruno Lauzi    | Amore caro amore bello.....                  | 33 giri |
| 1973 | Bruno Lauzi    | Simon                                        | 33 giri |
| 1976 | Umberto Tozzi  | Donna amante mia                             | 33 giri |